# Хуселиус-Виктер, Элизабет
Элизабет Анна Хуселиус-Виктер (швед. Elisabeth Anna Huselius-Wickter; 5 января 1901, Тролльхеттан — 26 октября 1965, Мальмё) — шведская арфистка и композитор.

## Биография
О ранних годах жизни Элизабет Анны Хуселиус известно лишь то, что она родилась 5 января 1901 года в Тролльхеттане. В Королевской музыкальной консерватории сохранились документы, из которых следует, что в 1916 году она пыталась поступить на органное отделение, но безуспешно. Лишь в 1922 году она поступила в консерваторию и закончила обучение в 1923 году по классу органа и фортепиано.
Писать музыку она начала ещё раньше: сохранилось около 30 её произведений 1915—1922 годов. В их числе песни для голоса и фортепиано, небольшие фортепианные пьесы и несколько композиций для скрипки и фортепиано.
В 1923—1932 годах (с перерывами) Элизабет продолжила обучение в консерватории: на этот раз она выбрала для изучения контрапункт и новый для себя инструмент — арфу. В 1933 году она устроилась арфисткой в Симфонический оркестр Мальмё. C 1936 по 1939 год она несколько раз выступала по радио, исполняя собственные произведения.
В конце 1930-х годов Элизабет Хуселиус вышла замуж за слепого переплётчика книг Хильдинга Виктера. Детей у них не было. Элизабет Хуселиус умерла в 1965 году; в 1983 году, после смерти её мужа, автографы её произведений поступили в Государственную музыкальную библиотеку (ныне Музыкальная и театральная библиотека Швеции).
Композиторское наследие Элизабет Хуселиус-Виктер включает около ста произведений. Около половины созданы ею до тридцатилетнего возраста; ряд произведений написан в 1930-х годах. В последние годы жизни композитор написала лишь одну новую пьесу (для арфы), хотя переписывала многие свои ранние пьесы. Около 20 сохранившихся произведений представляют собой композиции для голоса и фортепиано или арфы; ещё 20 пьес написаны для фортепиано; 13 — для арфы соло; 2 — для небольшого оркестра. Пьесы, написанные после 1925 года, не отличаются оригинальностью гармонии и формы, однако свидетельствуют о высоком уровне композиторского мастерства их автора.